# Кобзей Тома
Тома Кобзей (30 червня 1895, Княже — 17 серпня 1972, Вінніпег) — український письменник, публіцист.

## Біографія
Народився 30 червня 1895 року у селі Княже Снятинського повіту (Західна Україна). У 1911 році емігрував до Канади, поселився у місті Вінніпезі. Був головою «Союзу Українських Організацій», активістом комуністичного руху, проте під впливом звісток про голодомор в Україні вийшов із цього руху. Був членом президії Конґрес Українців Канади, головою Контрольної комісії Фундації ім. Т. Шевченка. Помер 17 серпня 1972 року, похований у Вінніпезі. Нагороджений Шевченківською медаллю.

## Творчість
Автор праць «Коротка історія трейдюнійного руху» (1956), «Робітничий рух і його проблеми», монографії про В. Стефаника «Великий різьбар українських селянських душ» (1967), спогадів «На тернистих та хрещатих дорогах» (1973), «Спогади п'ятдесятиліття мойого життя» (1967).
Окремі видання
- Кобзей Т. Коротка історія трейдюнійського руху в Канаді. — Вінніпег, 1956. — 64 с.
- Кобзей Т. Великий різьбар українських селянських душ. — Канада, 1966. — 254 с.
- Кобзей Т. На тернистих та хрещатих дорогах: Спомини. — Скрентон, 1973. — Т. 1, Т. 2.